# Ocyptamus filiola
Ocyptamus filiola är en tvåvingeart som först beskrevs av Shannon 1927.  Ocyptamus filiola ingår i släktet Ocyptamus och familjen blomflugor. Inga underarter finns listade i Catalogue of Life.